# Domingo Melín
Domingo Melín, también conocido simplemente como Melín, fue un lonco mapuche abajino (nagche) parte de la resistencia mapuche hacia la Ocupación de la Araucanía (1861-1883). En 1870, Melín fue en representación de Quilapán a buscar un acuerdo de paz con Chile.
En septiembre de 1880, Domingo Melín junto a su hijo Alejo Melín, considerado como posiblemente el primer profesor primario mapuche, fueron asesinados por soldados del ejército chileno. La indignación hacia los asesinatos provocaron un ataque al pueblo de Traiguén.